# Ху Чжаоцзюнь
Ху Чжаоцзюнь (кит. упр. 胡兆军, пиньинь Hú Zhàojūn; 1 марта 1981, Далянь, провинция Ляонин, КНР) — китайский футболист, полузащитник клуба второй лиги «Чжэцзян Итэн». В 2002—2008 годах привлекался в национальную сборную Китая по футболу.

## Клубная карьера
Ху Чжаоцзюнь начал выступления за молодёжную команду «Далянь Итэн» в 1996 году. Профессиональную карьеру начал в 1999 году в клубе «Далянь Шидэ», выступал на позиции полузащитника. В дебютном сезоне выходил на поле в шести матчах. За хорошее выполнение стандартов и дальних ударов стал привлекаться в основу. «Далянь Шидэ» в период выступлений в нём Ху доминировал в чемпионате Китая и несколько раз становился чемпионом. Ху выступал за команду вплоть до сезона 2008 года, когда команда боролась за выживание, в итоге избавилась от нескольких известных игроков, а в итоге была продана. Ху Чжаоцзюнь стал резервистом в «Гуанчжоу Эвергранд», в который попал сначала на правах аренды в сезоне 2009 года сроком на один сезон.
В феврале 2014 года Ху перешёл в ещё один клуб из Даляня, «Далянь Трансенденс». 11 июля 2018 года Ху перешёл в «Чжэцзян Итэн». С сентября исполнял обязанности главного тренера команды.

## Международная карьера
Ху начал привлекаться в молодёжную сборную Китая по футболу в начале 2000-х годов. Являлся членом олимпийской команды, играл на Универсиаде 2001 года и Азиатских играх 2002 года. В 2001 году принял участие в чемпионате мира по футболу среди молодёжных команд. К сожалению, на турнире китайская команда выступила неудачно и не вышла из группы, забив в трёх матчах всего один мяч. Дебютировал за сборную 7 декабря 2002 года в товарищеском матче против команды Сирии, в котором команда уступила со счётом 3—1. Всего у него на счету шесть матчей за национальную сборную.

## Достижения
Далянь Шидэ
- Победитель Суперлиги Китая: 2005
- Победитель Китайской Лиги Цзя-А: 2000, 2001, 2002
- Обладатель Кубка Китайской футбольной ассоциации: 2001, 2005
- Обладатель Суперкубка : 2000, 2002

 Гуанчжоу Эвергранд
- Победитель первой лиги: 2010

 Далянь Аэрбин
- Победитель первой лиги: 2011